# مجموعه سه گنبدان
مجموعه سه گنبدان  مربوط به دوران‌های تاریخی پس از اسلام است و در شهرستان کهگیلویه، روستاه بوآی علیا واقع شده و این اثر در تاریخ ۲۵ اسفند ۱۳۷۹ با شمارهٔ ثبت ۳۳۵۱ به‌عنوان یکی از آثار ملی ایران به ثبت رسیده است.